# Camptomyia binotata
Camptomyia binotata är en tvåvingeart som beskrevs av Jean-Jacques Kieffer 1894. Camptomyia binotata ingår i släktet Camptomyia och familjen gallmyggor.
Artens utbredningsområde är Frankrike. Inga underarter finns listade i Catalogue of Life.